# Coupe d'Italie de football 1988-1989
Navigation
Coupe d'Italie 1987-1988 Coupe d'Italie 1989-1990
La Coupe d'Italie de football 1988-1989, est la 42e édition de la Coupe d'Italie.
Au premier tour les quarante-huit participants sont répartis dans huit groupes dont les deux premiers se qualifient pour les huitièmes de finale. La finale se joue sur deux matches.

## Résultats

### Quarts de finale
Les matchs des quarts de finale se déroulent le 4 et le 25 janvier 1989. En cas d'égalité la règle du but à l'extérieur est appliquée sinon il y a une séance de tirs au but.
| Équipe           | Aller | Total | Retour | Équipe     |
| ---------------- | ----- | ----- | ------ | ---------- |
| Napoli           | 3 - 0 | 4 - 3 | 1 - 3  | Ascoli     |
| Atalanta Bergame | 2 - 0 | 4 - 3 | 2 - 3  | Lazio      |
| Sampdoria        | 3 - 0 | 4 - 1 | 1 - 1  | Fiorentina |
| Hellas Vérone    | 2 - 1 | 2 - 2 | 0 - 1  | Pise       |

### Demi-finales
Les matchs des demi-finales se déroulent le 1 et le 8 février 1989.
| Équipe           | Aller | Total | Retour | Équipe    |
| ---------------- | ----- | ----- | ------ | --------- |
| Atalanta Bergame | 2 - 3 | 3 - 6 | 1 - 3  | Sampdoria |
| Pise             | 0 - 2 | 0 - 3 | 0 - 1  | Napoli    |

### Finale
| Finale aller | Napoli | 1 - 0   | Sampdoria | stade San Paolo, Naples   |                           |
| 7 juin 1989  |        | (0 - 0) |           | Arbitrage : Tullio Lanese | Arbitrage : Tullio Lanese |

---
| Finale retour | Sampdoria | 4 - 0   | Napoli | Stade Giovanni-Zini, Crémone |                              |
| 28 juin 1989  |           | (2 - 0) |        | Arbitrage : Rosario Lo Bello | Arbitrage : Rosario Lo Bello |

La Sampdoria remporte sa troisième coupe d'Italie.